# Giovanni Battista Gagliardo
Giovanni Battista Gagliardo (Taranto, 23 gennaio 1758 – ...) è stato un presbitero e agronomo italiano.

## Biografiia
Nacque a Taranto dall'avvocato Domenico e di Francesca De Giulio, studiò dapprima nel seminario tarantino e in seguito nel collegio dei Gesuiti di Lecce e di Napoli. Ordinato sacerdote nel 1780, divenne in breve tempo un apprezzato predicatore. Dopo la morte del padre, iniziò a interessarsi dell'amministrazione del patrimonio fondiario della famiglia. Gagliardo fu naturalista ed agronomo di grande fama.
L'arcivescovo di Taranto, monsignor Giuseppe Capecelatro, lo nominò professore di agronomia nel Seminario Arcivescovile di Taranto.
Si recò in seguito a Napoli, e poi a Roma, dove pubblicò le “Istituzioni teorico pratiche di agricoltura” (Roma 1791). Colpito da grave malattia, ritornò nella capitale meridionale, dove dette alle stampe il “Catechismo agrario per uso de' curati di campagna e de' fattori delle ville” (Napoli, 1793). Nello stesso 1793 venne nominato socio della Reale Academia di Scienze Belle Lettere di Napoli. Completò, nel 1796, il “Vocabolario agronomico italiano” (Milano 1804). 
Rientrò cinque anni dopo a Taranto. Con l'avvento della Repubblica del ’99, fu tra i protagonisti degli avvenimenti cittadini e contro i Borbone. Dopo la vittoria dell'armata sanfedista del cardinale Fabrizio Ruffo di Calabria, venne arrestato ed imprigionato dapprima nel carcere criminale della Vicaria e poi in quello di Trani. Tutti suoi beni furono sequestrati. Dopo la firma del trattato di pace di Firenze (28 marzo 1801), venne liberato e partì esule volontario a Marsiglia. Si trasferì dopo qualche tempo a Milano, dove pubblicò vari saggi di agricoltura sulla manifattura dell'uva e del vino, sulla coltivazione della canna da zucchero e sulla frumenticoltura. 
Diede inoltre alle stampe, negli anni 1804-1809, un periodico trimestrale dal significativo titolo di “Biblioteca di campagna”. Nel 1807 fu nominato Direttore Generale dell'Agricoltura e dei beni della Corona del Re delle Due Sicilie, e da qui, per soppressione dell’ufficio, al Ministero dell'Interno. Nel 1812 fu nominato Ispettore Generale delle e acque e foreste.

## Opere
- “Istruzioni teorico-pratiche d'Agricoltura”;
- “Descrizione topografica di Taranto, con quella dei suoi mari, delle sue pesche, del suo territorio, dei suoi prodotti marittimi e terrestri, dei rottami delle sue antichità, e con la serie dei suoi uomini illustri” (Trani, Napoli 1811);
- “Vocabolario agronomico italiano”;
- “Trattato sulla manifattura del vino”;
- “Dell'agricoltura Ercolanense” (1811);
- “Dell'Agricoltura di Sessa” (1814).